# Konstal 102Na
Konstal 102Na je dvodijelni tramvaj, koji se proizvodio od 1970. do 1974. godine u tvornici Konstalu. Tramvaj je odvojen od tipa Konstal 102N. Proizvedeno je 435 tramvaja za poljske javne prijevoznike. Kasnija proizvodnja se odvijala u četirije serije (102Na, 102NaW, 102Nd, 803N). Za tramvaj je moguće ugraditi postolja za 1435 mm (tip 102Na, 102Nd), ali i kolosijek širine 1000 mm (tip 102NaW i 803N).

## Konstrukcija
Konstal 102Na je jednosmjerni šesteroosovinski zglobni tramvaj. Po mehanizmu je tramvaj sličan tipu Konstal 102N. Tramvaji imaju zaobljena čela (pojedine modernizacije uključuju nova čela). Pod je visok 940 mm nad kolosijekom. Stolice od laminata su raspoređene sistemom 1+1. U svakom dijelu se nalaze dvoja četverokrilna vrata kontrolirana od strane vozača.

## Tipovi, rekonstrukcije i modernizacije
- 102Na (Częstochowa, Gdanjsk, gornjošleska konurbacija, Krakov, Poznanj, Szczecin, Wrocław)
- 102Nd (Wrocław)
- 102NaW (Łódź; 20 tramvaja[3])
- 803N (Bydgoszcz, Łódź, Toruń; 171 tramvaja[3])
- 102NaD (modernizacija tramvaja u Krakovu; prikolica)
- 102Na G-089 (modernizacija tramvaja u Wrocławu; dvosmjerni motorni tramvaj)

## Galerija
- Tramvaj 102Na u Szczecinu
- Povijesni tramvaj 102Na u Krakovu
- Povijesni tramvaj 102Na u Poznanju
- Tramvaj 102Na (Chorzów)
- Modernizirani tramvaj 102Na G-089 (Wrocław)
- Modernizirani tramvaj 803N (Łódź)